# Список номинантов на премию «Большая книга» 2020 года
Список номинантов на премию «Большая книга», попавших в длинный список (лонг-лист) премии «Большая книга» в сезоне 2019—2020 года.
Список представлен в следующем виде — Победители, Список финалистов (кроме Победителей), Длинный список (кроме Победителей и Списка финалистов). Для каждого номинанта указано название произведения, а для рукописей — их авторы (по возможности).

## Победители
1. Александр Иличевский — «Чертеж Ньютона», Первое место
2. Тимур Кибиров — «Генерал и его семья», Второе место
3. Шамиль Идиатуллин — «Бывшая Ленина», Третье место
4. Михаил Сеславинский — Специальная премия "За вклад в литературу"
5. Сергей Лебеденко (писатель, журналист, блогер, автор telegram-канала «Книгижарь» [2]) — Премия «_Литблог» (за блог «Книгижарь») [3]

## Список финалистов
1. Василий Авченко, Алексей Коровашко — «Олег Куваев: повесть о нерегламентированном человеке»
2. Григорий Аросев, Евгений Кремчуков — «Деление на ночь»
3. Ксения Букша — «Чуров и Чурбанов»
4. Наталья Громова — «Насквозь»
5. Михаил Елизаров — «Земля», Приз читательских симпатий (первое место)
6. Алексей Макушинский — «Предместья мысли. Философическая прогулка», Приз читательских симпатий (третье место)
7. Дина Рубина — «Наполеонов обоз. Книга 1. Рябиновый клин Книга 2. Белые лошади Книга 3. Ангельский рожок», Приз читательских симпатий (второе место)
8. Павел Селуков — «Добыть Тарковского. Неинтеллигентные рассказы»
9. София Синицкая — «Сияние "жеможаха"»
10. Евгений Чижов — «Собиратель рая»

## Длинный список
1. Андрей Аствацатуров — «Не кормите и не трогайте пеликанов»
2. Сергей Беляков — «Весна народов. Русские и украинцы между Булгаковым и Петлюрой»
3. Илья Бояшов — «Бансу»
4. Мария Бурас — «Истина существует. Жизнь Андрея Зализняка в рассказах ее участников»
5. Алексей Винокуров — «Тёмные вершины»
6. Андрей Волос — «Царь Дариан»
7. Андрей Геласимов — «Чистый кайф»
8. Дмитрий Захаров — «Средняя Эдда»
9. Кирилл Кобрин — «Поднебесный экспресс»
10. Инга Кузнецова — «Промежуток»
11. Виктор Мартинович — «Ночь»
12. Вадим Месяц — «Дядя Джо. Роман с Бродским»
13. Георгий Панкратов — «Российское время»
14. Ольга Погодина-Кузмина — «Уран»
15. Захар Прилепин — «Есенин. Обещая встречу впереди»
16. Валерия Пустовая — «Ода радости»
17. Виталий Пуханов — «Один Мальчик. Хроники»
18. Владимир Рецептер — «Смерть Сенеки, или Пушкинский центр»
19. Рукопись № 101 — «Гимны»
20. Кирилл Рябов — «Пёс»
21. Владимир Севриновский — «Люди на карте. Россия: от края до крайности»
22. Анна Сергеева-Клятис — «Заложники любви. Пятнадцать, а точнее шестнадцать, интимных историй из жизни русских поэтов»
23. Дмитрий Стахов — «Крысиный король»
24. Александр Стесин — «Нью-йоркский обход»
25. Алексей Федяров — «Человек сидящий»
26. Саша Филипенко — «Возвращение в Острог»